# Impatiens gongshanensis
Impatiens gongshanensis är en balsaminväxtart som beskrevs av Yi Ling Chen. Impatiens gongshanensis ingår i släktet balsaminer, och familjen balsaminväxter. Inga underarter finns listade i Catalogue of Life.